# Nicolae Botgros
Nicolae Botgros (ur. 25 stycznia 1953 w Badicul Moldovenesc w rejonie Cahul) – mołdawski dyrygent i skrzypek.

## Życiorys
Pochodzi z ubogiej rodziny. Jego ojciec Dumitru Botgros był wiejskim skrzypkiem. Nicolae razem z braćmi nauczył się grać na wielu instrumentach w celach zarobkowych.
W wieku 7 lat rozpoczął naukę w szkole muzycznej w Kagule, którą po przerwie kontynuował w szkole muzycznej w Sorokach. Tam po raz pierwszy wystąpił w zespole „Lăutarii”, gdzie poznał swoją przyszłą żonę Lidię Bejenaru. W Jedyńcach dyrygował po raz pierwszy orkiestrą „Ciocîrlia”, a w 1973 w Kiszyniowie został skrzypkiem w orkiestrze filharmonicznej „Mugurel”. W 1978 został dyrektorem artystycznym i pierwszym skrzypkiem Narodowej Orkiestry Muzyki Ludowej „Lăutarii” (w celach marketingowo-informacyjnych zwana mniej oficjalnie „Lăutarii z Kiszyniowa”). Koncertował w wielu krajach europejskich, Stanach Zjednoczonych, Australii, Nowej Zelandii oraz państwach powstałych po rozpadzie ZSRR.

## Dyskografia
- Drag mi-i cintecul și neamul
- Mîndresc cu lăutarii
- Orchestra Lăutarii (2000)
- Orchestra Lăutarii
- Virtuozii Basarabiei
- Lume, Soro Lume

## Odznaczenia
- Kawaler Orderu Republiki (Cavaler al Ordinului Republicii, 2000).